# Mišovice
Mišovice település Csehországban, Píseki járásban. Mišovice Minice, Rakovice, Mirovice, Myštice, Uzeničky, Bělčice, Uzenice, Drahenice és Koupě településekkel határos. Lakosainak száma 271 fő (2024. január 1.).

## Népesség
A település lakosságának változását az alábbi diagram mutatja:
| Lakosok száma | 1111 | 1005 | 982  | 676  | 348  | 254  | 248  | 253  | 268  | 271  |
|               | 1869 | 1890 | 1921 | 1950 | 1980 | 2001 | 2017 | 2019 | 2022 | 2024 |